# Araucaria columnaris
Araucaria columnaris (synoniem: Araucaria cookii) is een conifeer die endemisch is in Nieuw-Caledonië. De plant komt voor in kustgebieden en koraalriffen in zuidelijk Nieuw-Caledonië, Île des Pins en Îles Loyauté.
Araucaria columnaris is een groenblijvende boom die tot 60 m hoog kan worden. Typerend is de hoge en smalle vorm van de boom. Op jonge leeftijd lijkt de boom wel op Araucaria heterophylla, maar deze gelijkenis verdwijnt naarmate de bomen ouder worden.
Mannelijke kegels zijn langwerpig en 5-10 cm lang. De vrouwelijke kegels zijn 10-15 cm lang en 7- 11 cm breed. De zaden zijn 3-3,5 cm lang.
Araucaria columnaris werd ontdekt tijdens de tweede reis van James Cook door de Grote Oceaan (vandaar de Engelse naam voor deze boom 'Cook pine'). De expeditie nam enkele specimens mee naar de Royal Botanic Gardens, Kew. een jaar na de ontdekking werd
de soort voor het eerst beschreven in het vakblad Curtis's Botanical Magazine. Tegenwoordig wordt deze boom veel aangeplant in streken, zoals Hawaï en Queensland, waar het warm genoeg is voor deze plant om te kunnen overleven.

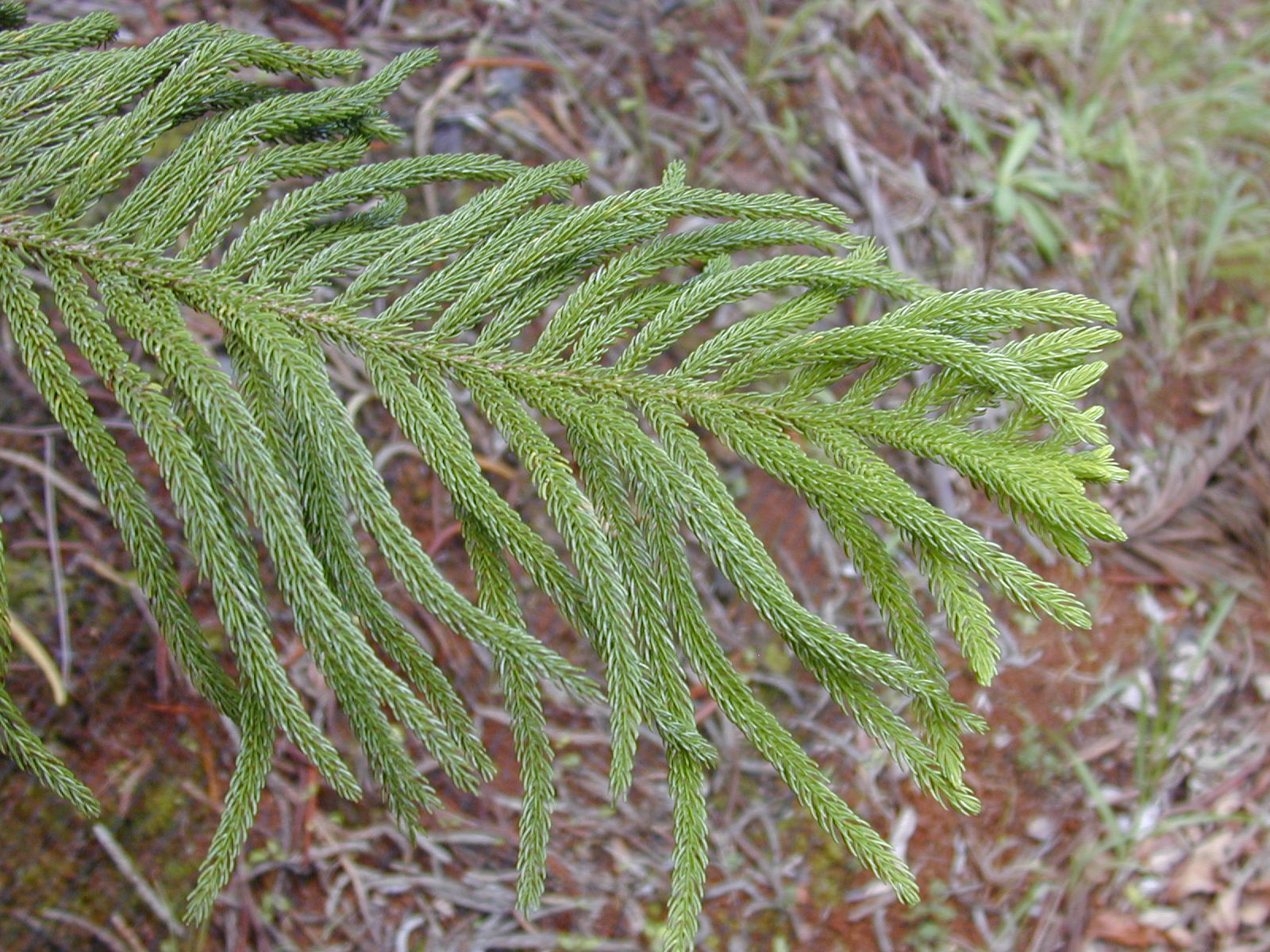
Araucaria columnaris

... · 
A. angustifolia · 
A. araucana (Slangenden) · 
A. bidwillii · 
A. columnari · 
A. cunninghamii · 
A. heterophylla · 
A. luxurians · 
...